# Liste der Monuments historiques in Chazemais
Die Liste der Monuments historiques in Chazemais führt die Monuments historiques in der französischen Gemeinde Chazemais auf.

## Liste der Bauwerke
| Bezeichnung     | Beschreibung              | Standort | Kennzeichnung | Schutzstatus | Datum | Bild           |
| --------------- | ------------------------- | -------- | ------------- | ------------ | ----- | -------------- |
| Kirche St-Denis | Erbaut im 12. Jahrhundert | (Lage)   | PA00093058    | Inscrit      | 1952  | weitere Bilder |

## Liste der Objekte
Zum Verständnis siehe: Kirchenausstattung
- Monuments historiques (Objekte, z. B. Gemälde, Skulpturen, Altäre etc.) in Chazemais in der Base Palissy des französischen Kultusministeriums